# Lijst van interlands Belgisch zaalvoetbalteam (vrouwen)
Dit is een overzicht van alle interlands die het Belgische vrouwenzaalvoetbalelftal ooit speelde.
| Interlands Belgisch vrouwenzaalvoetbalelftal | Interlands Belgisch vrouwenzaalvoetbalelftal | Interlands Belgisch vrouwenzaalvoetbalelftal | Interlands Belgisch vrouwenzaalvoetbalelftal | Interlands Belgisch vrouwenzaalvoetbalelftal | Interlands Belgisch vrouwenzaalvoetbalelftal |
| Nr.                                          | Datum                                        | Competitie                                   | Locatie                                      | Wedstrijd                                    | Uitslag                                      |
| 1983                                         | 1983                                         | 1983                                         | 1983                                         | 1983                                         | 1983                                         |
| -------------------------------------------- | -------------------------------------------- | -------------------------------------------- | -------------------------------------------- | -------------------------------------------- | -------------------------------------------- |
| 1.                                           | 02-05-1983                                   | Vriendschappelijk                            | Kerkrade                                     | Nederland – België                           | 6 – 1                                        |
| 1984                                         |                                              |                                              |                                              |                                              |                                              |
| 2.                                           | 07-04-1984                                   | Vriendschappelijk                            | Hamme                                        | België – Nederland                           | 1 – 9                                        |
| 3.                                           | 09-11-1984                                   | Vriendschappelijk                            | Maasmechelen                                 | België – Nederland                           | 1 – 7                                        |
| 1985                                         |                                              |                                              |                                              |                                              |                                              |
| 4.                                           | 27-04-1985                                   | Vriendschappelijk                            | Goes                                         | Nederland – België                           | 7 – 1                                        |
| 5.                                           | 30-11-1985                                   | Vriendschappelijk                            | Sint-Niklaas                                 | België – Nederland                           | 3 – 4                                        |
| 1986                                         |                                              |                                              |                                              |                                              |                                              |
| 6.                                           | 13-12-1986                                   | Vriendschappelijk                            | Sas van Gent                                 | Nederland – België                           | 9 – 1                                        |
| 1987                                         |                                              |                                              |                                              |                                              |                                              |
| 7.                                           | 06-12-1987                                   | Vriendschappelijk                            | Diest                                        | België – Nederland                           | 2 – 4                                        |
| 1988                                         |                                              |                                              |                                              |                                              |                                              |
| 8.                                           | 23-04-1988                                   | Vriendschappelijk                            | Wijchen                                      | Nederland – België                           | 2 – 1                                        |
| 1989                                         |                                              |                                              |                                              |                                              |                                              |
| 9.                                           | 18-03-1989                                   | Vriendschappelijk                            | Diest                                        | België – Nederland                           | 0 – 4                                        |
| 1990                                         |                                              |                                              |                                              |                                              |                                              |
| 10.                                          | 17-02-1990                                   | Vriendschappelijk                            | Goes                                         | Nederland – België                           | 2 – 2                                        |
| 11.                                          | 18-12-1990                                   | Vriendschappelijk                            | Genk                                         | België – Nederland                           | 1 – 2                                        |
| 2004                                         |                                              |                                              |                                              |                                              |                                              |
| 12.                                          | 13-05-2004                                   | Vriendschappelijk                            | Volgograd                                    | België – Armenië                             | 8 – 3                                        |
| 2008                                         |                                              |                                              |                                              |                                              |                                              |
| 13.                                          | 30-09-2008                                   | Vriendschappelijk                            | Reus                                         | Argentinië – België                          | 8 – 1                                        |
| 2018                                         |                                              |                                              |                                              |                                              |                                              |
| 14.                                          | 21-08-2018                                   | EK Kwalificatie 2019                         | Newry                                        | Noord-Ierland – België                       | 3 – 4                                        |
| 15.                                          | 22-08-2018                                   | EK Kwalificatie 2019                         | Newry                                        | België – Nederland                           | 3 – 3                                        |
| 16.                                          | 24-08-2018                                   | EK Kwalificatie 2019                         | Newry                                        | Zweden – België                              | 8 – 3                                        |
| 2019                                         |                                              |                                              |                                              |                                              |                                              |
| 17.                                          | 10-02-2019                                   | Vriendschappelijk                            | Maasmechelen                                 | België – Nederland                           | 1 – 1                                        |
| 2021                                         |                                              |                                              |                                              |                                              |                                              |
| 18.                                          | 05-05-2021                                   | EK Kwalificatie 2022                         | Gibraltar                                    | België – Gibraltar                           | 3 – 3 (5 – 4)                                |
| 19.                                          | 06-05-2021                                   | Vriendschappelijk                            | Gibraltar                                    | Gibraltar – België                           | 1 – 3                                        |
| 2022                                         |                                              |                                              |                                              |                                              |                                              |
| 20.                                          | In aanmaak...                                | In aanmaak...                                | In aanmaak...                                | In aanmaak...                                | In aanmaak...                                |

Bijgewerkt t/m 6 mei 2021